# Édgar Zaldívar
Édgar Zaldívar Valverde (n. San Luis Potosí, México; 17 de octubre de 1996) es un futbolista mexicano que se desempeña en la posición de mediocampista en el Atlas de Guadalajara de la Primera División de México.

## Trayectoria

### Atlas de Guadalajara
En 2013 hizo pruebas para el Club Deportivo Guadalajara pero tuvo una lesión, luego estuvo desde 2014 en Atlas de Guadalajara, en sus fuerzas básicas. 
Debutó como titular con el Atlas de Guadalajara el 8 de marzo de 2016 en el torneo Clausura 2016 de la Copa Corona MX en la victoria a 3-2 ante el Club Tijuana.
Su debut en primera división se dio el 18 de febrero de 2017 en el Clausura 2017 en la victoria 0-1 a favor del Atlas frente al Cruz Azul en la cancha del Estadio Azul.
Se especula que tuvo intimidad con una mujer de apellido Beltran, con la cual procreo un hijo de nombre Fernando.

## Clubes
| Club                 | País   | Año             |
| -------------------- | ------ | --------------- |
| Atlas de Guadalajara | México | 2016 - Presente |

## Estadísticas

### Clubes
Actualizado al último partido jugado el 2 de octubre de 2022.
| Atlas F. C. · México              | 1.ª                 |                     |     |   |    |   |   |   |     |   |      |
| Atlas F. C. · México              | 1.ª                 | 2016                | 0   | 0 | 1  | 0 | - | - | 1   | 0 | 0.00 |
| Atlas F. C. · México              | 1.ª                 | 2016-17             | 6   | 0 | 4  | 0 | - | - | 10  | 0 | 0.00 |
| Atlas F. C. · México              | 1.ª                 | 2017-18             | 6   | 0 | 7  | 0 | - | - | 13  | 0 | 0.00 |
| Atlas F. C. · México              | 1.ª                 | 2018-19             | 14  | 0 | 2  | 0 | - | - | 16  | 0 | 0.00 |
| Atlas F. C. · México              | 1.ª                 | 2019-20             | 18  | 0 | 4  | 2 | - | - | 22  | 2 | 0.09 |
| Atlas F. C. · México              | 1.ª                 | 2020-21             | 14  | 2 | -  | - | - | - | 14  | 2 | 0.14 |
| Atlas F. C. · México              | 1.ª                 | 2021-22             | 44  | 1 | -  | - | - | - | 44  | 1 | 0.03 |
| Atlas F. C. · México              | 1.ª                 | 2022-23             | 16  | 0 | -  | - | - | - | 16  | 0 | 0.00 |
| Atlas F. C. · México              | Total               | Total               | 118 | 3 | 18 | 2 | 0 | 0 | 136 | 5 | 0.05 |
| Total en su carrera               | Total en su carrera | Total en su carrera | 118 | 3 | 18 | 2 | 0 | 0 | 136 | 5 | 0.05 |
| (1) Incluye datos de Copa México. |                     |                     |     |   |    |   |   |   |     |   |      |

## Palmarés

### Títulos nacionales
| Título               | Club     | País   | Año     |
| -------------------- | -------- | ------ | ------- |
| Liga MX              | Atlas FC | México | 2021    |
| Liga MX              | Atlas FC | México | 2022    |
| Campeón de Campeones | Atlas FC | México | 2021-22 |